# 카를로스 데 칸다모

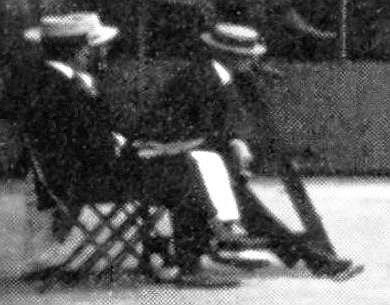

카를로스 곤잘레스 데 칸다모 이 리베로(스페인어: Carlos González de Candamo y Rivero, 1875년 2월 15일 ~ 1946년 2월 16일)은 페루의 펜싱 선수로 1900년 하계 올림픽에 참가했다.
에페 개인전과 플뢰레 개인전에 출전했으나 메달 획득에는 실패했다.